# Campionati del mondo di atletica leggera 1980
I campionati del mondo di atletica leggera 1980 sono stati una competizione internazionale di livello mondiale organizzata dalla International Association of Athletics Federations. Si svolsero dal 14 al 16 agosto 1980 a Sittard, nei Paesi Bassi, presso il De Baandert e comprendevano due sole discipline: 3000 metri piani e 400 metri ostacoli femminili.
Storicamente, la IAAF e il Comitato Olimpico Internazionale erano concordi nel far assumere alle gare olimpiche di atletica leggera validità anche per l'assegnazione del titolo di campione mondiale. Quando la IAAF decise di allargare il programma delle gare femminili, non trovò il consenso del CIO, pertanto decise di organizzare una manifestazione indipendente per assegnare i titoli mondiali nelle due nuove specialità sopra citate, che vennero introdotte nella successiva edizione dei Giochi olimpici di Los Angeles.
Come per i campionati del mondo di atletica leggera 1976, questa manifestazione non rientra nel conteggio dei campionati del mondo di atletica leggera, in quanto l'edizione numero uno è ufficialmente considerata dalla IAAF quella di Helsinki 1983.
La gara dei 3000 metri piani fu vinta dalla tedesca occidentale Birgit Friedmann, mentre il podio dei 400 metri ostacoli fu dominato dalla Germania Est, con Bärbel Broschat al primo posto, seguita da Ellen Neumann e Petra Pfaff.
Oltre alle due specialità di cui sopra, si corsero anche i 10 000 metri piani in una gara a invito senza assegnazione del titolo mondiale, a cui presero parte la britannica Kath Binns, che vinse la gara con il tempo 32'57"17, l'irlandese Fionnuala Morrish, classificatasi seconda a quasi un minuto di distanza da Binns, la belga Magda Ilands, terza, e l'olandese Marja Wokke, che concluse la gara in ultima posizione con la prestazione di 35'25"9.

## Nazioni partecipanti
Presero parte all'evento 21 nazioni per un totale di 42 atlete (il numero di atlete per nazione è indicato tra parentesi).
- Argentina (1)
- Australia (1)
- Canada (4)
- Costa d'Avorio (1)
- Danimarca (1)
- Francia (3)
- Germania Est (3)

- Germania Ovest (3)
- Irlanda (2)
- Israele (1)
- Jugoslavia (1)
- Norvegia (2)
- Nuova Zelanda (1)
- Paesi Bassi (1)

- Portogallo (1)
- Regno Unito (3)
- Spagna (2)
- Stati Uniti (6)
- Svezia (3)
- Svizzera (1)
- Taipei cinese (1)

## Calendario
| Data      | Evento                                         |
| --------- | ---------------------------------------------- |
| 14 agosto | 400 m ostacoli: batterie3000 m piani: batterie |
| 15 agosto | 400 m ostacoli: semifinale                     |
| 16 agosto | 400 m ostacoli: finale3000 m piani: finale     |

## Medagliate
| Specialità | Oro              | Prestazione | Argento         | Prestazione | Bronzo             | Prestazione |
| 3000 m (dettagli) | Birgit Friedmann | 8'48"05     | Karoline Nemetz | 8'50"22     | Ingrid Kristiansen | 8'58"8      |
| 400 hs (dettagli) | Bärbel Broschat  | 54"55       | Ellen Neumann   | 54"56       | Petra Pfaff        | 55"84       |
| record mondiale; record mondiale stagionale; record africano; record asiatico; record europeo; record nord-centroamericano e caraibico; record sudamericano; record oceaniano; record dei campionati; record nazionale; record personale; record personale stagionale. |                  |             |                 |             |                    |             |

## Medagliere
| Posizione | Paese          | Oro | Argento | Bronzo | Totale |
| --------- | -------------- | --- | ------- | ------ | ------ |
| 1         | Germania Est   | 1   | 1       | 1      | 3      |
| 2         | Germania Ovest | 1   | 0       | 0      | 1      |
| 3         | Svezia         | 0   | 1       | 0      | 1      |
| 4         | Norvegia       | 0   | 0       | 1      | 1      |
| Totale    | Totale         | 2   | 2       | 2      | 6      |